# Danspoppen
Danspoppen, program i Yle Vega som kallar sig programmet för dig som gillar svängig och kramgo dansmusik! De bästa dansbanden från vårt västra grannland och också från Svenskfinland
Värd för Danspoppen är Hans Johansson.